# Stephan Andersen
Pour les articles homonymes, voir Andersen.
Stephan Andersen, né le 26 novembre 1981 à Copenhague au Danemark est un ancien footballeur international danois évoluant au poste de gardien de but.

## Biographie

### En club
Né à Copenhague au Danemark, Stephan Andersen est formé par le Hvidovre IF, où il commence sa carrière professionnelle.
Après un passage au Charlton Athletic, Andersen fait son retour au Danemark en janvier 2007 pour signer en faveur du Brøndby IF. Le transfert est annoncé dès le 29 novembre 2006.
Ne voulant pas prolonger son contrat avec son club du Brøndby IF, il s'engage pour deux saisons le 16 août 2011 avec le club d'Évian Thonon Gaillard qui vient juste d'être promu en Ligue 1, pour un montant de 350 000 €. Titulaire lors de sa première saison au club haut savoyard, Andersen profite de la blessure de Bertrand Laquait pour s'installer durablement dans les buts d'Évian. La seconde saison se révèle plus compliquée, après avoir encaissé huit buts en trois journées de championnat dont quatre face au Toulouse FC, le portier danois se retrouve alors relégué sur le banc des remplaçants après les bonnes performances de Bertrand Laquait.
En manque de temps de jeu et souhaitant garder sa place de titulaire dans l'équipe national danoise, il émet le souhait de quitter Évian Thonon Gaillard. Alors en partance pour le Club Bruges lors du mercato hivernal en janvier 2013, le club belge décide finalement de ne pas le recruter.
En avril 2013, il s'engage avec le Betis Séville qu'il rejoindra pour la saison 2013-2014, à la suite de la fin de son contrat avec Évian Thonon Gaillard. Barré une nouvelle fois par la concurrence, cette fois-ci de Guillermo Sara et l'arrivée de Antonio Adán lors du mercato hivernal, il quitte l'Andalousie le 30 janvier pour rejoindre, en prêt de six mois, le club néerlandais du Go Ahead Eagles. De retour en Espagne, il quitte le Betis Séville, en résiliant son contrat avec le club, alors relégué en seconde division.
Sans club, le 19 mai 2014, il décide de retourner au Danemark pour signer un contrat d'une durée de 3 ans avec le vice-champion danois le FC Copenhague.
Andersen joue son premier match avec le FC Copenhague le 20 juillet 2014, lors de la première journée de la saison 2014-2015 face au Silkeborg IF. Il est titularisé et les deux équipes se neutralisent (0-0 score final).
Le 17 juin 2021, Stephan Andersen met un terme à sa carrière professionnelle, à 39 ans.

### En sélection
Stephan Andersen fait ses débuts avec le Danemark à Gijón en rentrant en cours de jeu lors d'un match amical le 31 mars 2004. Match conclu par une défaite (0-2) face à l'Espagne.
Par la suite il est retenu comme troisième gardien pour l'Euro 2004 derrière Thomas Sørensen et Peter Skov-Jensen.
S'il obtient une deuxième sélection courant 2006 en tant que remplaçant, il prend réellement place dans le groupe danois en 2008 pour les qualifications de la Coupe du monde 2010. Il participe à la qualification en étant titulaire lors des deux matchs face au Portugal et pour le déplacement en Hongrie. Il fait tout naturellement partie du groupe des 23 retenus pour la Coupe du monde 2010, sans toutefois y disputer le moindre match.
En 2012, il est deuxième gardien derrière Thomas Sørensen. Mais à la suite d'une blessure au dos de ce dernier lors d'un match de préparation face au Brésil, Andersen devient le gardien titulaire des Danois lors de l'Euro 2012.

## Palmarès

### En club
Brøndby IF
- Vainqueur de la Coupe du Danemark (1) : 2008
- Vainqueur de la Royal League (1) : 2007

 FC Copenhague
- Vainqueur de la Coupe du Danemark (2) : 2015 et 2017
- Champion du Championnat du Danemark (2) : 2016 et 2017

### Individuel
- Élu Gardien danois de l'année en 2008